# Ko Lanta
Ko Lanta (em tailandês: อำเภอเกาะลันตา) é um distrito da província de Krabi, no sul da Tailândia. É um dos 8 distritos que compõem a província. Sua população, de acordo com dados de 2012, era de 32 424 habitantes, e sua área territorial é de 339,843 km².
O distrito abriga o Parque Nacional de Mu Ko Lanta, estabelecido em 1990 e com 134 km².